# 루앙 (손에루아르주)

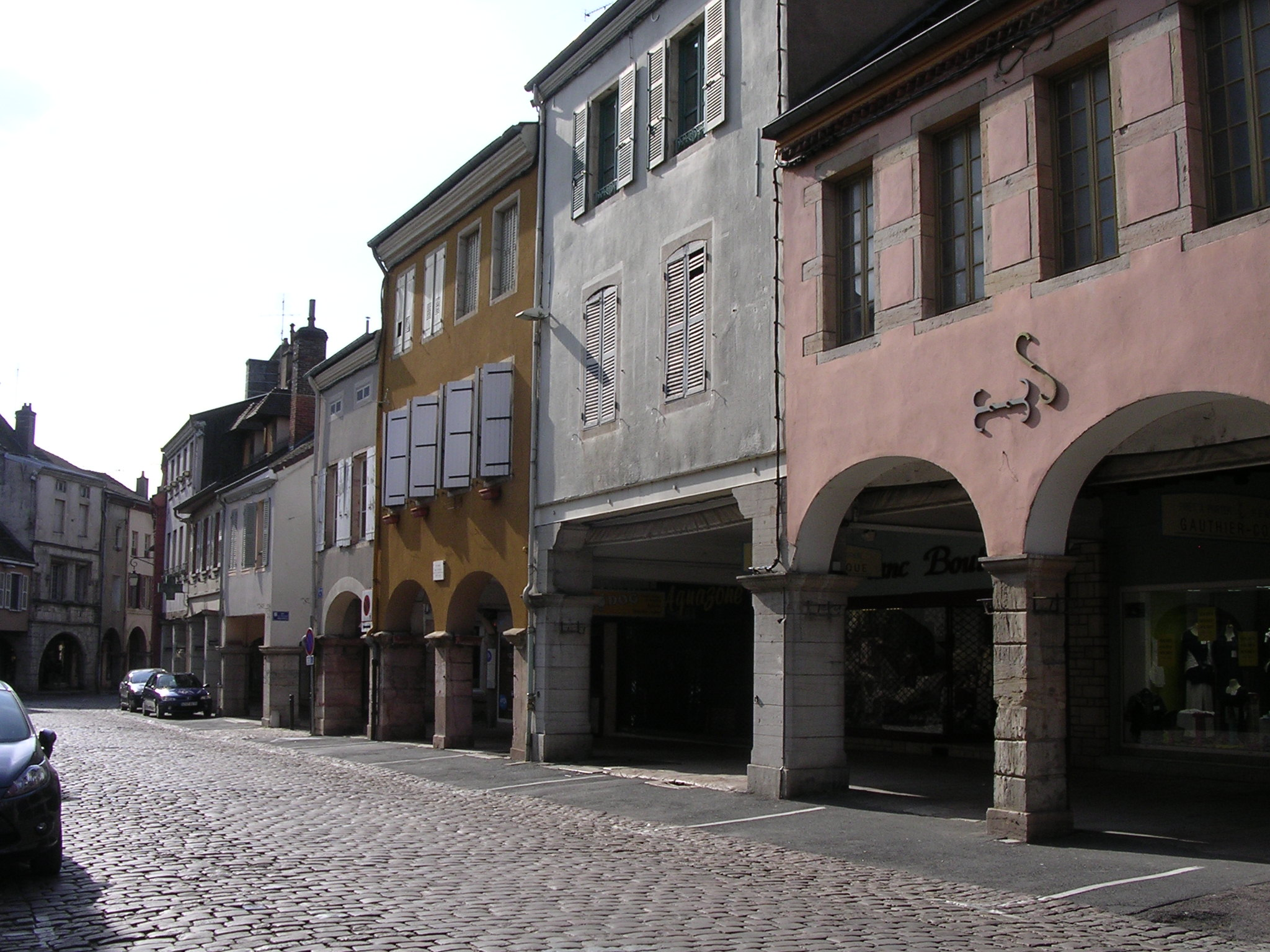

루앙(프랑스어: Louhans)은 프랑스 부르고뉴 지방 손에루아르주의 코뮌이다. 면적은 22.58km2, 인구는 6,349(2014)이다.